# Колвинское сельское поселение
Колвинское се́льское поселе́ние — упразднённое муниципальное образование в Чердынском районе Пермского края Российской Федерации, существовавшее в 2004 — 2015 годах. Административный центр — посёлок Верхняя Колва.

## История
Статус и границы сельского поселения установлены Законом Пермской области от 10 ноября 2004 года № 1735-355 «Об утверждении границ и о наделении статусом муниципальных образований Чердынского района Пермского края»
В марте 2015 года власти Чердынского района обратились в краевое заксобрание с предложением укрупнить Ныробское городское поселение за счет включения в его состав Валайского и Колвинского сельских поселений, мотивируя это тем, что численность населения Валайского и Верхне-Колвинского сельских поселений в связи с закрытием располагавшихся в них ранее учреждений ГУФСИН сокращается, жители, получая сертификаты по федеральной программе «Жилище», массово выезжают в другие территории края и России. По их прогнозам в Верхне-Колвинском поселении останется максимум 20-30 человек, а на Валае с закрытием колонии-поселения останется лишь вахтовый участок, поэтому предложено переподчинить их Ныробу, в котором проживает 5,5 тыс. человек.
Законом Пермского края от 8 июня 2015 года № 497-ПК, в результате объединения Валайского сельского поселения, Колвинского сельского поселения и Ныробского городского поселения было образовано новое муниципальное образование — Ныробское городское поселение с административным центром в рабочем посёлке Ныроб.

## Население
| 2010 | 2012 | 2013 | 2014 | 2015 |
| ---- | ---- | ---- | ---- | ---- |
| 791  | ↘751 | ↘719 | ↘651 | ↘502 |

## Состав сельского поселения
| № | Населённый пункт | Тип населённого пункта          | Население |
| - | ---------------- | ------------------------------- | --------- |
| 1 | Верхняя Колва    | посёлок, административный центр | 542       |
| 2 | Гадья            | деревня                         | 45        |
| 3 | Корепино         | село                            | 10        |
| 4 | Петрецово        | деревня                         | 4         |
| 5 | Петрецово        | посёлок                         | 171       |
| 6 | Ракшер           | деревня                         | 4         |
| 7 | Русиново         | деревня                         | 9         |
| 8 | Русиново         | посёлок                         | 3         |
| 9 | Урцева           | деревня                         | 3         |